# Altarliden
Altarliden är ett naturreservat i Lycksele kommun i Västerbottens län.
Området är naturskyddat sedan 1993 och är 232 hektar stort. Reservatet omfattar en öst-sydostsluttning med några mindre myrar och en liten tjärn. Reservatet av består av tall i de högre partierna, mer gran med  asp och sälg längre ner.